# هارييت بيل
هارييت بيل (بالإنجليزية: Harriet Bell)‏ هي كاتِبة أمريكية، ولدت في 14 يوليو 1923 في نيويورك في الولايات المتحدة، وتوفيت في 10 سبتمبر 1995 في جزيرة روزفلت في الولايات المتحدة.